# Nyctinomops laticaudatus
Nyctinomops laticaudatus је сисар из реда слепих мишева. 

## Угроженост
Ова врста није угрожена, и наведена је као последња брига јер има широко распрострањење.

## Распрострањење
Врста је присутна у Аргентини, Белизеу, Боливији, Бразилу, Венецуели, Гвајани, Гватемали, Еквадору, Колумбији, Куби, Мексику, Панами, Парагвају, Перуу, Салвадору, Тринидаду и Тобагу, Уругвају, Француској Гвајани и Хондурасу.

## Популациони тренд
Популациони тренд је за ову врсту непознат.

## Станиште
Врста Nyctinomops laticaudatus има станиште на копну.